# 固鎮水牛
固鎮水牛（學名：Bubalus guzhenensis）是一種已滅絕的水牛，生存年代為更新世中晚期，其完整的頭骨化石出土於中國安徽固鎮，於1980年發表，以發現地點為種小名。

## 特徵
固鎮水牛的頭骨與楊氏水牛（B. youngi）、三角水牛（B. triangulus）和短角水牛（B. brevicornis）接近，許多特徵介於楊氏水牛和三角水牛之間，體型可能小於楊氏水牛，但大於多數中國已滅絕的水牛。本種自1980年發表後即無再次發現的紀錄。2014年，有學者提出將固鎮水牛與三角水牛視為楊氏水牛的亞種。
固鎮水牛的頭骨化石現藏於安徽博物院。

## 演化
早期的古生物學家楊鍾健分析數種中國水牛化石的顱骨和牛角形態，將其分為角心細長的德氏水牛與角心粗短的短角水牛兩大支，其中短角水牛演化支包括三角水牛、固鎮水牛、楊氏水牛與王氏水牛，演化過程中牛角由粗短（短角水牛與三角水牛）漸變為粗大（固鎮水牛、楊氏水牛與王氏水牛）。2000年有學者提出另一觀點，將固鎮水牛、三角水牛、楊氏水牛與現生水牛歸為一支，王氏水牛則為此一演化支的姊妹群。2008年亦有研究支持三角水牛、楊氏水牛與現生水牛同支，王氏水牛則較早分出的結論，但主張固鎮水牛分支的時間更早於王氏水牛。